# یوسو اندور
یوسو اندور (انگلیسی: Youssou N'Dour؛ زادهٔ ۱ اکتبر ۱۹۵۹) خواننده و وزیر گردشگری سنگال از سال ۲۰۱۲ تا ۲۰۱۳ بود.
از فیلم‌ها یا برنامه‌های تلویزیونی که وی در آن نقش داشته‌است می‌توان به لطف حیرت‌آور و ۸ اشاره کرد.
وی همچنین برندهٔ جوایزی همچون جایزه موسیقی پولار و پرمیوم ایمپریاله شده‌است.